# 天城镇 (大竹县)
天城乡，是中华人民共和国四川省达州市大竹县下辖的一个乡镇级行政单位。

## 行政区划
天城乡下辖以下地区：
街道社区、老鸦山村、李子村、三元村、中和村、井星村和平等村。